# Altach
Altach je rakouská obec v okrese Feldkirch ve spolkové zemi Vorarlbersko. Má 6932 obyvatel (k 1. lednu 2022) s hustotu zalidnění 1293 obyvatel/km², což ji činí nejhustěji osídlenou obcí Vorarlberska.

## Geografie
Altach se nachází v nejzápadnější spolkové zemi Rakouska, Vorarlbersku, v okrese Feldkirch, přímo na švýcarské hranici (kanton St. Gallen). Nadmořská výška obce činí 412 metrů. Okolí Altachu je mozaikou zemědělské půdy a přirozené vegetace.

### Členění obce
Obec je tvořena pouze jedním katastrálním územím stejného jména - Altach.

### Sousední obce

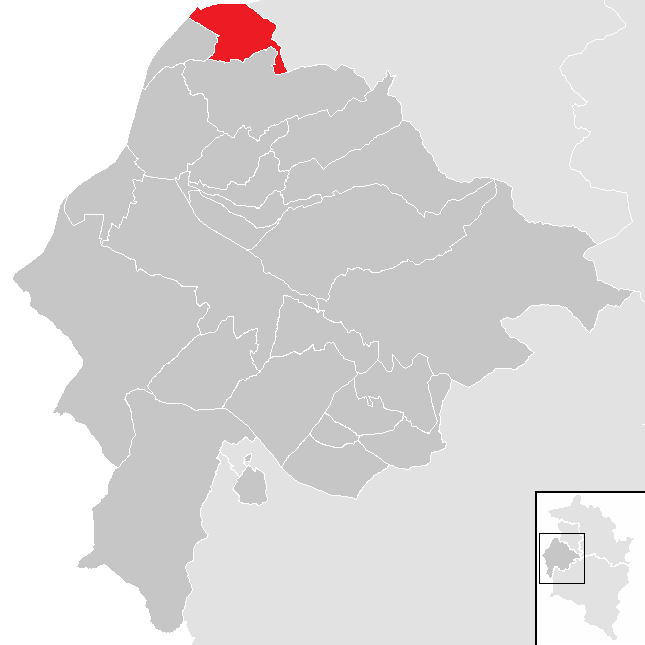
Poloha Altachu v rámci okresu Feldkirch

Altach hraničí se třemi rakouskými a dvěma švýcarskými obcemi (vyjmenovány jsou ve směru hodinových ručiček, počínaje východem). Jedná se o město Hohenems, které patří do okresu Dornbirn, městys (trhovou obec) Götzis a obec Mäder (oboje okres Feldkirch). Na švýcarské straně hraničí s obcemi Oberriet a Diepoldsau, které patří do kantonu St. Gallen.

### Podnebí
Průměrná roční teplota v oblasti je 8 °C. Nejteplejším měsícem je červen, kdy je průměrná teplota 18 °C, a nejchladnějším je prosinec s −5 °C. Průměrné roční srážky jsou 1 852 milimetrů. Nejdeštivějším měsícem je červen s průměrem 231 mm srážek a nejsušším březen se 78 mm srážek.

## Historie
Altach je poprvé zmíněn v listině z roku 1249. Habsburkové ovládali jednotlivá místa ve Vorarlbersku střídavě z Tyrolska a z Předních Rakous (Freiburg im Breisgau). Nejpozději roku 1375 se zmocnili celého Feldkirchského hrabství a tím také Altachu.
- V roce 1403 je poprvé zmíněna kaple sv. Mikuláše, předchůdkyně dnešního farního kostela.
- V roce 1650 se v Altachu konal čarodějnický proces proti Margarethe Waibel, byl v něm vynesen rozsudek smrti.
- Školní výuka v Alachu začala v roce 1748, první školní budova byla však postavena až v roce 1778.
- Ke vzniku samostané obce došlo na konci roku 1802, kdy byl Altach politicky oddělen od sousedního Götzisu.
- Od roku 1805 do roku 1814 patřilo Vorarlbersko k Bavorsku a po pádu Napoleona opět k Rakousku. Altach je součástí rakouské spolkové země Vorarlbersko již od založení jejího zemského sněmu v roce 1861.
- V letech 1834, 1888 a 1890 byla obec zaplavena Alpským Rýnem. Pozdějším záplavám zabránila až Regulace Rýna.
- V roce 1899 byl založen altašský hasičský sbor.
- V roce 1904 byl otevřena místní poštovní pobočka, o dva roky později byla obec připojena k rakouské elektrické síti.
- V letech 1907-1914 byl na území obce vybudován Vorarlberský vnitrozemský kanál v údolí Rýna.
- Celkem 40 občanů Altachu padlo za oběť během první světové války. Během druhé světové války přišlo o život nejméně dalších 118 občanů.
- Od roku 1945 do roku 1955 byla obec součástí francouzské okupační zóny v Rakousku.[3]

### Těžba štěrku

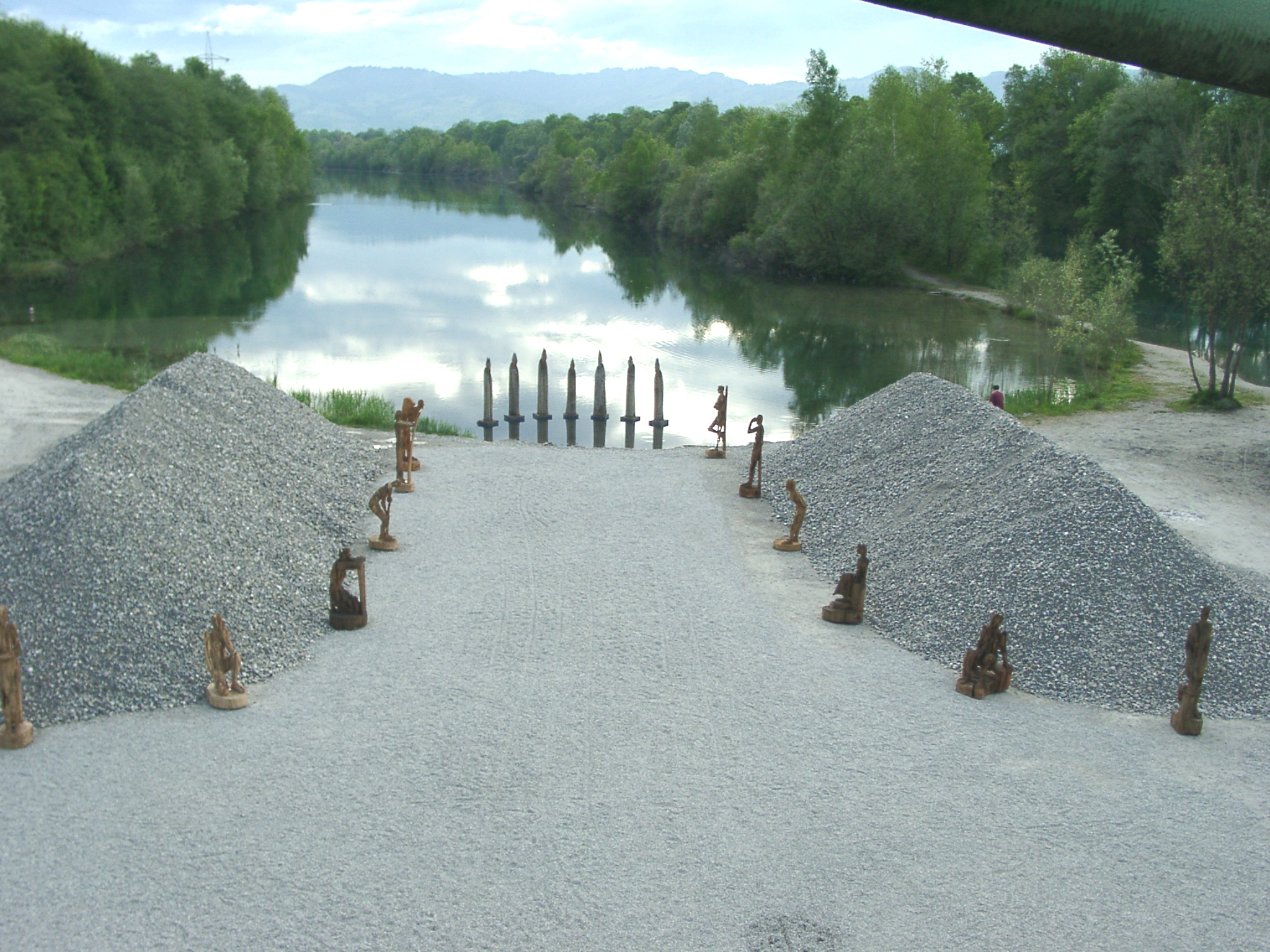
Těžba štěrku v Altachu (umělecká instalace soch u těžební jámy)

Poté co firmě Kopf Kies und Beton GmbH začal docházet štěrk v těžební jámě, začali starosta Gottfried Brändle (ÖVP) a většina zastupitelstva obce prosazovat otevření nové těžební jámy s předpokládanou dobou těžby kolem 35 let, díky čemuž by obec mohla zásobovat Vorarlbersko štěrkem a pískem. V souvislosti s rozšířením těžby se plánuje také vybudování dálničního napojení skrze dálniční odpočívadlo v Altachu. V rámci politického uskupení Seznam občanů Altachu vznikla za podpory poslance zemského sněmu Bernharda Webera (Zelení) občanská iniciativa, která sesbírala v rámci referenda 1165 podpisů a vedla kampaň proti těžbě štěrku s argumentem, že bude silně poškozena místní rekreační oblast Starý Rýn (Alter Rhein) a že v důsledku těžby vznikne hustý dopravní provoz. 
Dne 1. prosince 2019 hlasovalo 62,47 % z téměř 2700 zúčastněných voličů (celkový počet oprávněných voličů byl 5200) pro otevření nové těžební oblasti štěrku v osadě Sauwinkel.

### Populační vývoj
Ke konci roku 2016 činil podíl cizinců v obci 13,4 %.
Vzhledem k tomu, že bilance imigrace i bilance porodnosti jsou již desítky let kladné, počet obyvatel rychle roste.

## Architektura a památky

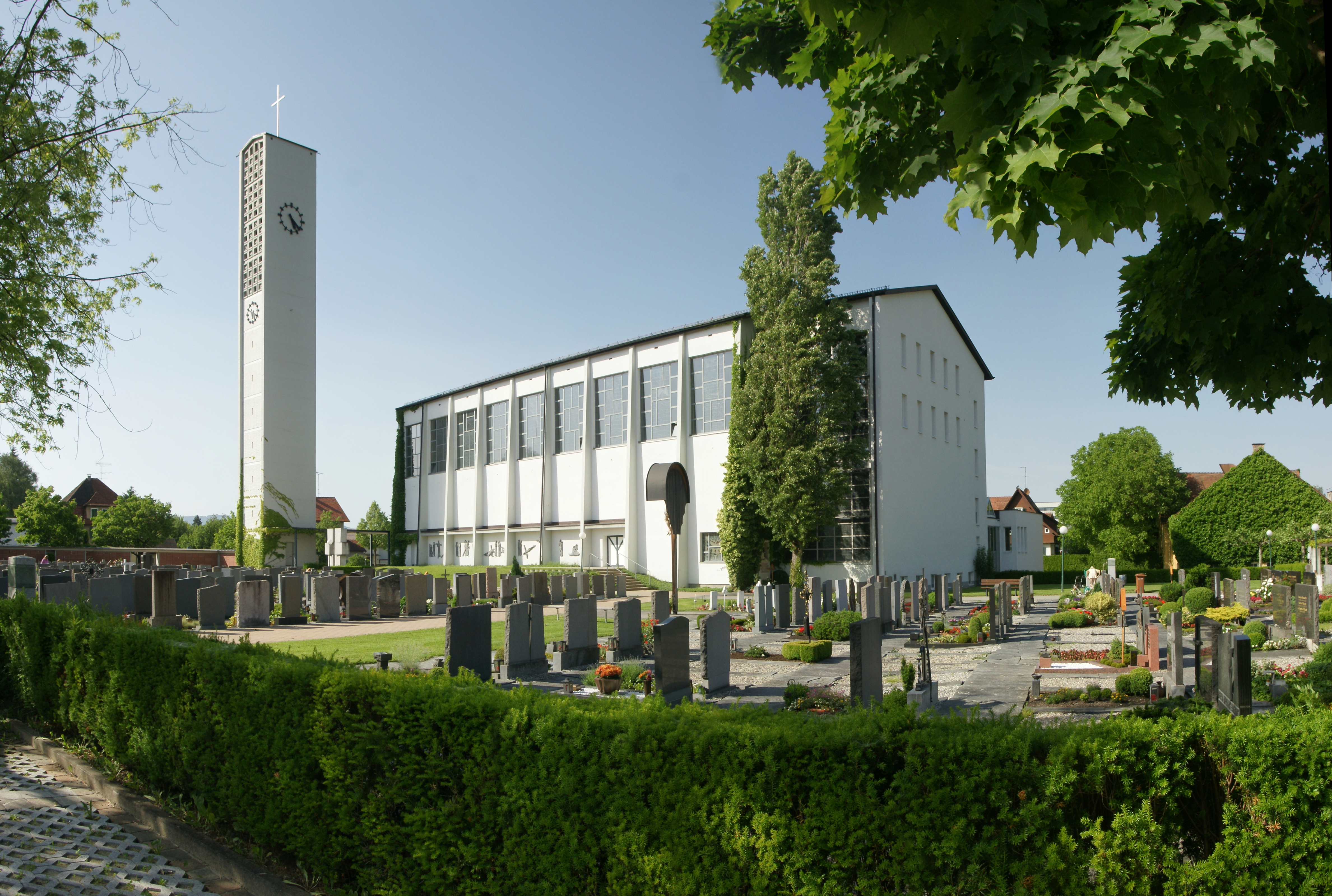
Farní kostel v Altachu

- Katolický farní kostel sv. Mikuláše
- Bývalá farní budova (na adrese Schulstraße 2)
- Islámský hřbitov Altach
- Hostinec Rössle, postavený v roce 1757 ve stylu Rheintalhaus; bývalé místo setkávání vorarlberských zemských stavů
- Dům ve stylu Rheintalhof (na adrese Hanfland 6) se štítovými stříškami a profilovanými vaznicemi
- Válečný památník podle návrhu Emila Gehrera

## Ekonomika a infrastruktura
V roce 2003 zde bylo 150 obchodních podniků s 955 zaměstnanci a 106 učni. Zaměstnanců podléhajících dani z příjmu bylo 2454.

### Doprava
Zastávka Altach leží na železniční trati Lindau–Bludenz, pomocí linky S1 se tak z Altachu lze dostat až do německého Lindau popř. do Bludenzu. Dále přes Altach jezdí autobusové linky č. 2a a 2b, které spadají pod MHD městysu Götzis. Území obce protíná dálnice A 14 Rheintal/Walgau, obec má i vlastní dálniční sjezd a nájezd.

### Vzdělání
V Altachu jsou čtyři mateřské školy. V obci se také nacházejí další tři školy: obecná škola, střední škola a bezplatná Montessori škola. Hudební škola „tonart“ částečně působí také v obci Altach. V lednu 2003 zde měla 720 žáků.

### Sport

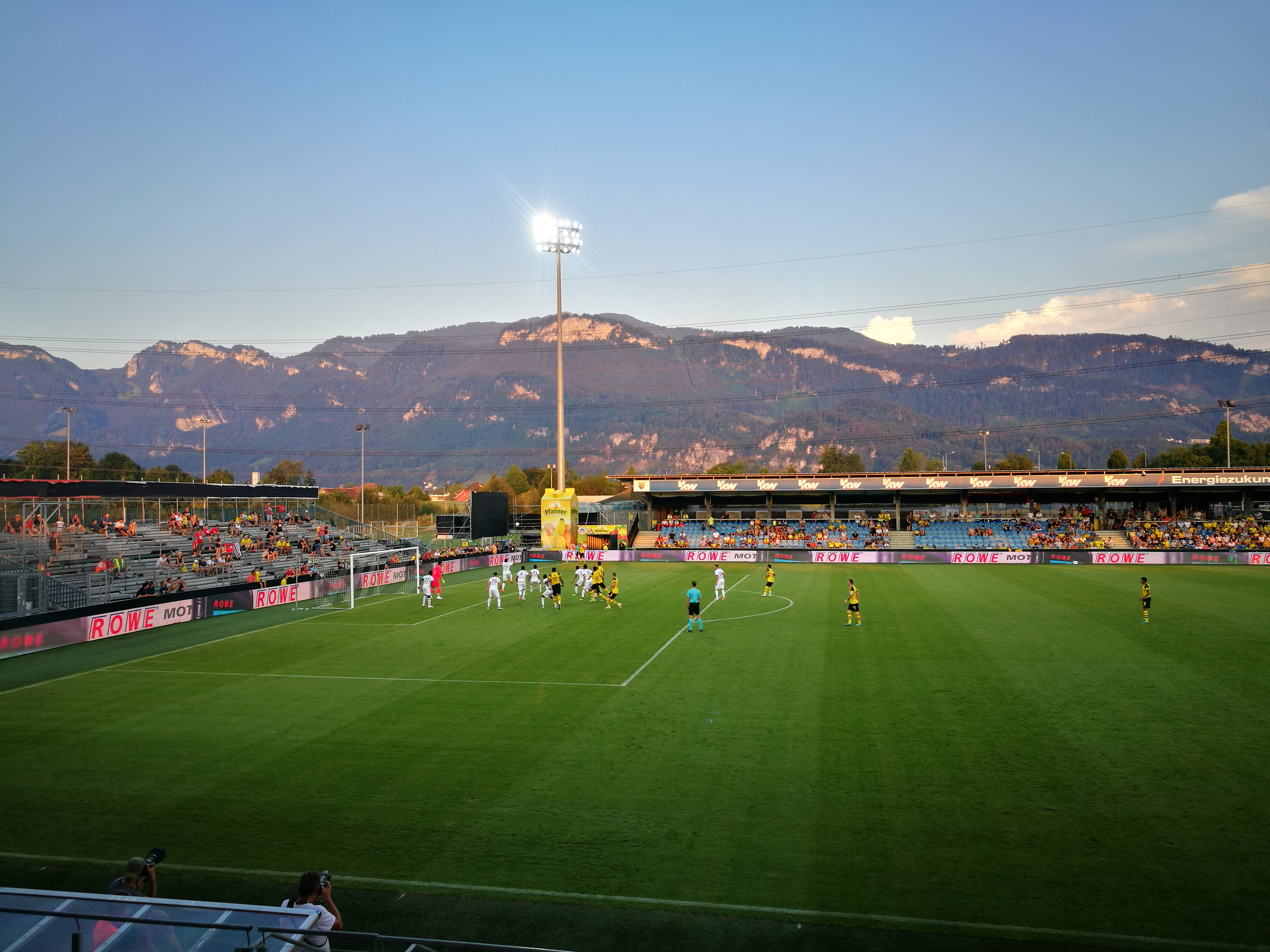
Fotbalový zápas v Altachu

SC Rheindorf Altach je místní fotbalový klub, který postoupil do rakouské fotbalové Bundesligy vítězstvím v druhé divizi Erste Ligy v roce 2014. V Bundeslize již klub tři sezóny hrál, před svým sestupem v roce 2008/09.
V prosinci 2017 se již po dvacáté konal Silvestrovský běh Altachem (Altacher Silvesterlauf). S jeho více než 2000 účastníky šlo o jednu z největších běžeckých akcí ve Vorarlbersku a také o druhý největší silvestrovský běh v Rakousku.

## Politika
Zastupitelstvo obce má celkem 27 členů.
Po volbách do zastupitelstva a volbách starosty mělo zastupitelstvo následující rozdělení:
- 2000: 13 ÖVP, 4 SPÖ, 3 FPÖ a 4 další. (24 členů)
- 2005: 17 ÖVP, 5 SPÖ a 5 dalších.
- 2010: 18 ÖVP, 5 zelených, 3 SPÖ a 1 FPÖ.
- 2015: 16 ÖVP, 8 zelených, 2 SPÖ a 1 FPÖ.
- 2020: 16 ÖVP, 9 zelených a 2 SPÖ.

Volby do městského zastupitelstva 2020

### Starosta
- do roku 2020 Gottfried Brändle (ÖVP)
- od roku 2020 Markus Giesinger (ÖVP)

### Obecní znak
Obecní znak Altachu byl navržen historikem Josefem Gasserem, a schválen vorarlberskou zemskou vládou v roce 1929.
V horní polovině znaku je vyobrazen bílý kostel s červenou střechou (původní kaple sv. Mikuláše), uprostřed stříbrná řeka ("Alte Ach) a v dolní polovině znaku dubový list se dvěma žaludy, odkazující na rodinný erb Sandholzerů. Dubová větev také připomíná lidovou tradici, která se snažila jméno Altach odvodit od starého dubu.

## Osobnosti

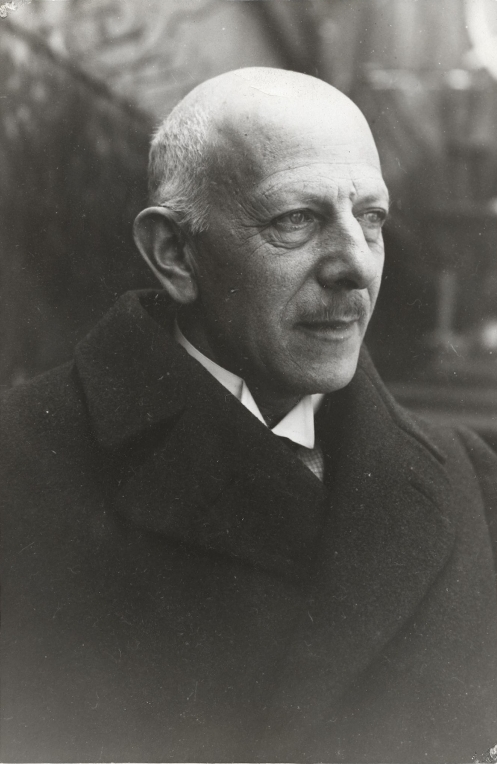
Otto Ender, rakouský kanclář a vorarlberský zemský hejtman

### Významní rodáci
- Otto Ender (1875-1960), rakouský kancléř a zemský hejtman Vorarlberska
- Norbert Kopf (1923-2016), architekt
- Norbert Loacker (* 1939), spisovatel

### Lidé se vztahem k obci
- Karlheinz Kopf (* 1957), poslanec Národní rady (ÖVP), bývalý místopředseda Národní rady
- Harald Walser (* 1953), poslanec Národní rady (Zelení)
- Bernhard Weber (* 1963), poslanec zemského sněmu (Zelení), hudebník